# JFAアカデミー堺
JFAアカデミー堺（ジェイエフエーアカデミーさかい）は、日本サッカー協会（JFA）が大阪府堺市と連携して推進する中学校3年間を対象としたエリート教育機関・養成システムである。2012年（平成24年）堺市立サッカー・ナショナルトレーニングセンター（J-GREEN堺）内に開校。
校長格の「スクールマスター」は藤縄信夫（一般社団法人大阪府サッカー協会会長）が務める。初代は川淵三郎（元Jリーグチェアマン・元JFA会長）が務めた。

## 概要
福島校との最大の違いは福島がアカデミーの名でチーム登録しているのに対して、平日にアカデミーとしての活動があり、毎週末および長期休暇に帰宅し、地元のチームで試合出場などの活動をする。また、福島が男女の生徒を集めているのに対し、女子のみである。
全生徒が堺市立月州中学校に通学している。

## 運営状況
- 2012年度 1期生（12名）入学